# 白山乡 (梨树县)
白山乡，是中华人民共和国吉林省四平市梨树县下辖的一个乡镇级行政单位。

## 行政区划
白山乡下辖以下地区：
裴家村、鲍家村、老山头村、刘家窝堡村、大泉眼村、四合村、西白山村、隋家村、郑家村、东风村、平山村、友谊村和石家堡村。